# Andrej Tomin
Andrej Tomin (Srbija, Beograd, 2005) je filmski režiser. Student je katedre za Filmsku i televizijsku režiju na Fakultetu dramskih umetnosti u Beogradu.

### Biografija
Andrej Tomin rođen je u Beogradu 2005. godine. 
U junu 2024. godine završio je svoje gimnazijsko obrazovanje kao učenik prve ikada generacije na smeru za scenske i audio vizuelne umetnosti u Filološkoj gimnaziji u Beogradu. Nakon završetka gimnazije, upisuje Fakultet dramskih umetnosti u Beogradu da bi studirao filmsku i televizijsku režiju.
Do sada je režirao 6 kratkih igranih i dokumentarnih filmova, 1 srednjemetražni film, 3 muzička video spota, jednu YouTube mini seriju, i učestvovao na mnoštvo drugih audio-vizuelnih projekata.
Jedan je od osnivača samoincijativne filmske produkcijske kuće Northern Sheep Cinema.
Neki od njegovih najuspešnijih ostvaranje su: Ispod mosta, Čežnja, Lagom, Zora... Film Ispod mosta prikazivao se na više od 10 festivala filma kratkog metra po Srbiji, Hrvatskoj i Americi. 
Dobitinik je nekoliko vrednih nagrada.
Trenutno završava postprodukciju svog najnovijeg kratkometražnog igranog filma pod nazivom Seks, čija nas premijera očekuje tokom 2025. godine.
U slobodno vreme voli da vozi bicikl. 

### Filmografija
Filmovi čiji je autor Andrej Tomin (poslednji put obnovljeno: 22. juna 2025 - pre toga 8. decembra 2024)
| God.                                          | Naziv                                  | Žanr                   | Nagrada |
| --------------------------------------------- | -------------------------------------- | ---------------------- | --- |
| 2020.                                         | Čežnja                                 | Dokumentarni           | Nagrada žirija za Najbolji debitanski film, Vrmdža Film Festival                                                                                                 |
| 2020.                                         | Čudni Dokumentarci: Nebo Nad Beogradom | Komedija, Mokumentarni | Nagrada žirija za Najbolji Film, Specijalno priznanje žirija za Najboljeg mladog glumaca (Mihailo Lazić), MikroFAF                                               |
| 2021.                                         | Kraj                                   | Krimi, Drama           | |
| 2021.                                         | Birth Days (Dani rađanja)              | Eksperimentalni        | |
| 2022.                                         | Lagom                                  | Drama                  | |
| 2022.                                         | Slika koja se suši                     | Eksperimentalni        | |
| 2022.                                         | Zora                                   | Dokumentarni           | |
| 2023.                                         | Ispod mosta                            | Drama                  | Nagrada žirija za Najbolji srednjoškolski film, Novi Sad Film Festival Specijalno priznanje žirija u selekciji kratkometražnog filma, Mister Vorky Film Festival |
| U pripremi (očekivana premijera 2025. godine) | Seks                                   |                        | |